# Tunisiano
Tunisiano, właściwie Bachir Baccour (ur. 19 maja 1979 w Deuil-la-Barre) – francuski raper. Były członek grupy Sniper.

## Życiorys
Jego rodzice urodzili się w Menzel Bouzelfa w Tunezji.
Pierwsze teksty napisał jako trzynastolatek. W 1995 dołączył do M Group, z którą wydał płytę Fidèle au Rap. W 1997 poznał Blacko i Aketo, z którymi założył grupę Personnalité Suspecte, przekształconą w Sniper. Cztery lata później zespół wydał swój pierwszy album Du Rire Aux Larmes. W 2003 pojawił się drugi album Gravé Dans La Roche, który został skrytykowany przez skrajną prawicę (np. Nadine Morano) i Nicolasa Sarkozy’ego ówczesnego ministra spraw wewnętrznych. W maju 2006 powstał trzeci, ostatni album grupy Trait Pour Trait.
W 2007 roku nagrał ścieżkę dźwiękową do filmu Taxi 4, w którym pojawiła się piosenka „Rien a Foutre”. Rok później ukazała się pierwsza solowa płyta Le Regard des Gens.

## Dyskografia
Sniper
- 2001 Du rire aux larmes
- 2003 Grave dans la roche
- 2006 Trait pour trait

Solo
- 2008 Le Regard des Gens